# Deighton (York)
Pour les articles homonymes, voir Deighton.
Deighton est un village et une paroisse civile du Yorkshire du Nord, en Angleterre. Il est situé à huit kilomètres au sud de la ville d'York, sur la route A19 (en). Administrativement, il relève de l'autorité unitaire de la Cité d'York. Au recensement de 2011, il comptait 291 habitants.
Jusqu'en 1996, Deighton relevait du district de Selby.

## Étymologie
Deighton est composé des éléments vieil-anglais dīc et tūn et désigne une ferme entourée d'un fossé (ditch en anglais moderne). Ce nom est attesté sous la forme Distone dans le Domesday Book, à la fin du XIe siècle.